# Ректори Ягеллонського університету

Герб Ягеллонського університету

Ректори Ягеллонського університету — ректори Краківського університету, Краківської академії, Головної Коронної школи і Ягеллонського університету. Хронологічний список від 1400 року, тобто від моменту відновлення навчального закладу королем Владиславом Ягайлом з ініціативи королеви Ядвіги.

## Краківський університет / Краківська академія

### 1400—1499
- 1400—1401 — Станіслав зі Скарбімежа
- 1401—1402 — Ян Вайдута, дрогічинський ксьондз
- 1402—1403 — Миколай з Ґожкова
- 1403—1404 — Оттон з Мстичова, краківський катедральний схоластик
- 1404—1405 — Ян Шафранєц
- 1405—1406 — Ян Жешовський
- 1406—1407 — Миколай Пейзер
- 1407—1408 — Францішек Крейсевич з Бжеґу
- 1408—1409 — Анджей з Кокошина
- 1409—1410 — Еліяш з Вонвольніци
- 1410—1411 — Миколай з Козлова
- 1411—1412 — Лукаш з Великого Козьміна
- 1412—1413 — Міколай Гінчович із Казімєжа
- 1413—1414 — Станіслав зі Скарбімежа
- 1414—1415 — Павел Влодковіц з Брудзеня
- 1416—1417 — Миколай Бавдіссін з Кракова
- 1417—1418 — Миколай з Конрадсвальде
- 1418 — Ян Фальковський з Фалькова
- 1419 — Павел Влодковіц з Брудзеня (виконував обов'язки як проректор)
- 1419 — Пелка з Божиковей
- 1419—1420 — Ян Кро з Котбуса
- 1420 — Якуб з Нового Сонча
- 1420—1421 — Якуб із Заборова
- 1421 — Миколай Ґолдберґ з Ниси
- 1421—1422 — Томаш з Хробжа
- 1422 — Александер мазовецький, мазовецький ксьондз
- 1423 — Якуб Пейзер
- 1423—1424 — Мацей з Кола
- 1424 — Ян з Радохонец
- 1424—1425 — Якуб із Заборова
- 1425 — Ян з Павії
- 1426 — Анджей з Кокошина
- 1426—1427 — Владислав Опоровський
- 1427 — Ян Ельґот
- 1427—1428 — Бенедикт Гессе з Кракова
- 1428—1429 — Вавжинєц з Ратибора
- 1429 — Анджей з Кокошина
- 1429—1430 — Францішек Крейсевич з Бжеґу
- 1430 — Ян з Велюня
- 1430—1431 — Анджей з Буку
- 1431 —  Ян з Радохонец
- 1431—1432 — Дерслав з Божинова
- 1432—1433 — Томаш Стшемпінський
- 1433 — Миколай Темпельфельд з Бжеґу
- 1433—1434 — Томаш з Бодзентина
- 1434 — Станіслав з Устя
- 1434—1435 — Ян Пушка з Кракова (обов'язки виконував Дерслав з Божинова)
- 1435 — Міхал зі Шидлова
- 1435—1436 — Анджей з Буку
- 1436—1437 — Ян з Ястшембя
- 1437 — Якуб із Заборова
- 1437—1438 — Ян Ельґот
- 1438 — Дерслав з Божинова
- 1438—1439 — Миколай з Кракова
- 1439—1440 — Якуб Паркош з Журавіц
- 1440 — Ян з Добри
- 1440—1441 — Якуб Паркош з Журавіц
- 1441—1442 — Павел з Пйотркова
- 1442—1443 — Станіслав Цєльонтко з Лісина
- 1443—1444 — Томаш Стшемпінський
- 1444 — Якуб із Заборова
- 1444—1445 — Бартоломей з Радома
- 1445—1446 — Станіслав Цєльонтко з Лісина
- 1446 — Станіслав зі Собньова
- 1446—1447 — Ян з Домбрувкі
- 1447 — Якуб із Заборова
- 1447—1448 — Якуб зі Страдома
- 1448—1449 — Миколай Биліна з Лещин
- 1449 — Мацей з Лабішина
- 1449—1450 — Бенедикт Гессе з Кракова
- 1450—1451 — Анджей зі Садова
- 1451 — Бенедикт Гессе з Кракова
- 1451—1452 — Ян з Домбрувкі
- 1452 — Ян з Пнев
- 1452—1453 — Ян зі Слупці
- 1453 — Миколай з Каліша
- 1453—1454 — Ян з Домбрувкі
- 1454 — Бенедикт Гессе з Кракова
- 1454—1455 — Миколай Биліна з Лещин
- 1455—1456 — Бенедикт Гессе з Кракова
- 1456—1457 — Ян з Пнев
- 1457—1458 — Каспер Рокенберґ з Кракова
- 1458—1459 — Ян з Домбрувкі
- 1459—1460 — Каспер Рокенберґ з Кракова
- 1460 — Войцех з Лісьця
- 1460—1461 — Сендзівой Тенчинський
- 1461—1462 — Миколай Биліна з Лещин
- 1462—1463 — Арнольф з Міжиньца
- 1463 — Павел з Клобуцка
- 1463—1464 — Миколай з Каліша
- 1464—1465 — Пйотр Ґашовєц з Лоцьмєжи
- 1465—1466 — Анджей Ґжимала з Познані
- 1466—1467 — Павел з Клобуцка
- 1467—1468 — Ян з Домбрувкі
- 1468—1469 — Ян з Латошина
- 1469 — Станіслав з Шадка
- 1469—1470 — Миколай Биліна з Лещин
- 1470 — Пйотр Ґашовєц з Лоцьмєжи
- 1470—1471 — Арнольф з Міжиньца
- 1471—1472 — Ян з Домбрувкі
- 1472 — Клеменс з Ґуркі
- 1472—1473 — Мацей з Косцяна
- 1473—1474 — Мацей з Блендова
- 1474 — Якуб з Шадка
- 1474—1475 — Мацей з Блендова
- 1475—1476 — Якуб з Шадка
- 1476—1477 — Ян зі Слупці
- 1477—1478 — Мацей з Кобиліна
- 1478—1479 — Станіслав із Завади
- 1479 — Єжи Проґер з Кракова
- 1479—1480 — Ян (Бебер) з Освенцима
- 1480—1481 — Арнольф з Міжиньца
- 1481 — Клеменс з Ґуркі
- 1481—1482 — Станіслав з Бжезін
- 1482—1483 — Мацей з Косцяна
- 1483—1484 — Ян з Латошина
- 1484—1485 — Мацей з Кобиліна
- 1485 — Мацей з Косцяна
- 1485—1487 — Ян Баруховський
- 1487—1488 — Миколай з Кракова
- 1488—1489– Мацей з Кобиліна
- 1489 — Станіслав з Кобиліна
- 1489 — Мацей з Кобиліна
- 1489—1490 — Бернард Мікіш з Ниси
- 1490 — Станіслав з Бжезін
- 1490 — Мацей з Кобиліна
- 1490—1491 — Ян з Пільчи
- 1491—1492 — Мацей з Кобиліна
- 1492—1493 — Ян з Латошина
- 1493 — Ян зі Стажеховіц
- 1493—1495 — Ян (Сакранус) з Освенцима
- 1495 — Мацей з Шидлова
- 1495—1496 — Валентин з Олкуша
- 1496—1497 — Анджей з Лабішина
- 1497—1498 — Ян з Високі
- 1498—1499 — Ян Турзо з Кракова
- 1499 — Ян зі Стажеховіц

### 1500—1599
- 1499—1500 — Валентин з Олкуша
- 1500 — Ян з Реґул
- 1500—1501 — Войцех з Пнєв
- 1501 — Миколай з Пільчи
- 1501—1502 — Матвій із Міхова
- 1502 — Ян з Реґул
- 1502—1503 — Марцін Лисий з Кракова
- 1503—1504 — Якуб з Ґостиніна
- 1504—1505 — Ян Аміцінус з Кракова
- 1505—1506 — Матвій із Міхова
- 1506—1507 — Бернард з Біскупєґо
- 1507 — Ян з Реґул
- 1507—1508 — Матвій із Міхова
- 1508 — Ян з Реґул
- 1508—1509 — Станіслав Скавінка з Кракова
- 1509—1510 — Станіслав Бель з Новеґо Мяста
- 1510—1511 — Адам з Ловіч
- 1511—1512 — Матвій із Міхова
- 1512—1513 — Ян Сакран
- 1513—1514 — Міхал з Бистшикова
- 1514—1515 — Анджей Ґорра
- 1515—1516 — Якуб з Ерцєшова
- 1516—1517 — Ян Аміцінус з Кракова
- 1517—1518 — Станіслав Бель з Новеґо Мяста
- 1518—1519 — Матвій із Міхова
- 1519—1521 — Якуб з Ерцєшова
- 1521 — Ян Сакран
- 1521—1522 — Станіслав Бель з Новеґо Мяста
- 1522—1524 — Марцін Бем з Олкуша
- 1524—1525 — Якуб з Ерцєшова
- 1525—1526 — Пйотр Веделіц'юш з Оборнік
- 1526 — Ян Аміцінус з Кракова
- 1526—1527 — Лукаш Носковський з Носкова
- 1527 — Марцін Бем з Олкуша
- 1527—1529 — Бернард з Біскупєґо
- 1529—1530 — Миколай з Копшивніци
- 1530—1531 — Марцін Бем з Олкуша
- 1531—1532 — Станіслав Бель з Новеґо Мяста
- 1532—1533 — Якуб з Ерцєшова
- 1533 — Станіслав Бель з Новеґо Мяста
- 1533—1534 — Миколай Млечко з Велички
- 1534—1536 — Марцін Бем з Олкуша
- 1536—1537 — Марцін Белза з Кракова
- 1537—1538 — Ґжеґож Снопек з Шамотул
- 1538—1540 — Ґжеґож зі Ставішина
- 1540—1541 — Ян Ґродек
- 1541—1542 — Еразм Вонсам з Кракова
- 1542—1543 — Миколай Млечко з Велички
- 1543—1545 — Ян Просінський з Пйотркова
- 1545—1546 — Ян Ґродек
- 1546—1548 — Зиґмунт зі Стенжиці
- 1548—1549 — Миколай з Шадка Прокопович
- 1549—1551 — Якуб Фрідель з Клепажа
- 1551—1552 — Ян Ґродек
- 1552—1554 — Антоній з Напаханя
- 1554—1555 — Зиґмунт зі Стенжиці
- 1555—1557 — Мацей Лонцкі
- 1557—1558 — Миколай з Шадка Прокопович
- 1558—1560 — Марцін Крокер з Кракова
- 1560—1561 — Миколай з Шадка Прокопович
- 1561—1562 — Іван Туробинський Рутенець
- 1562—1563 — Марцін Крокер з Кракова
- 1563—1564 — Себастіян Янечка з Клепажа
- 1564—1565 — Зиґмунт зі Стенжиці
- 1565—1566 — Ян Добросєльський
- 1566—1567 — Марцін Крокер з Кракова
- 1567—1568 — Зиґмунт зі Стенжиці
- 1568 — Марцін Крокер з Кракова
- 1568—1570 — Іван Туробинський Рутенець
- 1570—1571 — Станіслав Сталек з Пінчова
- 1571—1573 — Миколай з Бодзенцина
- 1573—1574 — Марцін Ґліц'юш з Пілзна
- 1574—1575 — Якуб Ґурскі
- 1575 — Іван Туробинський Рутенець
- 1575—1576 — Якуб Ґурскі
- 1576—1577 — Станіслав Сталек з Пінчова
- 1577—1578 — Марцін Ґліц'юш з Пілзна
- 1578—1579 — Якуб Ґурскі
- 1579—1581 — Марцін Ґліц'юш з Пілзна
- 1581 — Станіслав Завадський (Пікус)
- 1581—1583 — Якуб Ґурскі
- 1583 — Ян з Велички
- 1583—1585 — Марцін Ґліц'юш з Пілзна
- 1585—1586 — Марцін Фокс з Кракова
- 1586—1587 — Пйотр з Ґорчина
- 1587—1588 — Марцін Ґліц'юш з Пілзна
- 1588 — Станіслав Завадський (Пікус)
- 1588—1589 — Марцін Ґліц'юш з Пілзна
- 1589 — Пйотр з Ґорчина
- 1589—1591 — Миколай Доброцеський
- 1591 — Марцін Ґліц'юш з Пілзна
- 1591—1592 — Станіслав Сталек з Пінчова
- 1592—1593 — Ян Мусценій (Муха) з Кужелюва
- 1593 — Станіслав Сталек з Пінчова
- 1593—1594 — Пйотр з Ґорчина
- 1594—1595 — Ян Мусценій (Муха) з Кужелюва
- 1595—1596 — Валентин з Відави
- 1596—1597 — Пйотр з Ґорчина
- 1597—1599 — Валентин Фонтанус
- 1599 — Пйотр з Ґорчина
- 1599—1600 — Ян Мусценій (Муха) з Кужелюва

### 1600—1699
- 1600 — Миколай Доброцеський
- 1600—1601 — Валентин з Відави
- 1601—1602 — Ян Мусценій (Муха) з Кужелюва
- 1602 — Миколай Доброцеський
- 1602—1603 — Валентин Фонтанус
- 1603—1604 — Миколай Доброцеський
- 1604—1605 — Пйотр з Ґорчина
- 1605—1607 — Анджей Схонеус з Ґлоґова
- 1607—1608 — Себастіян Крупка з Велички
- 1608 — Анджей Схонеус з Ґлоґова
- 1608—1610 — Адам Фаленцький
- 1610 — Пйотр з Ґорчина
- 1610—1611 — Адам Фаленцький
- 1611—1613 — Анджей Схонеус з Ґлоґова
- 1613 — Пйотр з Ґорчина
- 1613—1614 — Анджей Схонеус з Ґлоґова
- 1614 — Себастіян Крупка з Велички
- 1614—1615 — Якуб Янідло з Бодзентина
- 1615—1616 — Себастіян Крупка з Велички
- 1616—1617 — Валентин Фонтанус
- 1617—1618 — Базилі Ґолініуш
- 1618—1619 — Якуб Янідло з Бодзентина
- 1619—1620 — Себастіян Крупка з Велички
- 1620—1621 — Якуб з Туробіна
- 1621—1622 — Якуб Найманович
- 1622—1623 — Базилі Ґолініуш
- 1623—1624 — Якуб Найманович
- 1624—1625 — Себастіян Крупка з Велички
- 1625—1626 — Якуб Найманович
- 1626—1627 — Даніель Сіґоніус з Лельова
- 1627 — Кшиштоф Найманович
- 1627—1628 — Войцех Боровський
- 1628 — Якуб Найманович
- 1628—1630 — Даніель Сіґоніус з Лельова
- 1630—1631 — Адам Опатовчик (Опатовіус) з Опатова
- 1631—1633 — Якуб Найманович
- 1633—1634 — Кшиштоф Найманович
- 1634—1635 — Якуб Найманович
- 1635—1637 — Адам Опатовчик (Опатовіус) з Опатова
- 1637 — Даніель Сіґоніус з Лельова
- 1637—1639 — Войцех Боровський
- 1639—1640 — Мацей Воєнський
- 1640—1641 — Станіслав Пудловський
- 1641 — Якуб Найманович
- 1641—1642 — Адам Опатовчик (Опатовіус) з Опатова
- 1642—1643 — Якуб Папенковіц з Усьця
- 1643—1645 — Якуб Вітеліуш (Цьолек)
- 1645—1646 — Вавжинєц Смєшкович
- 1646—1648 — Якуб Вітеліуш (Цьолек)
- 1648 — Павел Герка з Кужельова
- 1648 — Зиґмунт Ґреґорович
- 1648—1649 — Якуб Папенковіц з Усьця
- 1649—1650 — Станіслав Ружицький
- 1650—1651 — Ґабріель Охоцький
- 1651—1652 — Якуб Ґурскі (1585—1652)
- 1652 — Зиґмунт Ґреґорович
- 1652 — Ян Брожек
- 1652—1653 — Вавжинєц Альфонс Каринський
- 1653—1655 — Ґабріель Охоцький
- 1655 — Мацей Красницький
- 1655—1657 — Адам Росчевиц
- 1657—1659 — Францішек Ролинський
- 1659—1660 — Станіслав Юрковський
- 1660—1661 — Адам Росчевиц
- 1661—1662 — Войцех Ланцуцький
- 1662—1663 — Анджей Кухарський
- 1663 — Адам Росчевиц
- 1663—1665 — Анджей Кухарський
- 1665—1666 — Станіслав Юрковський
- 1666—1667 — Францішек Ролинський
- 1667—1668 — Войцех Ланцуцький
- 1668—1670 — Шимон Станіслав Маковський
- 1670 — Анджей Кухарський
- 1670—1671 — Войцех Ланцуцький
- 1671—1672 — Шимон Станіслав Маковський
- 1672—1674 — Войцех Ланцуцький
- 1674—1676 — Шимон Станіслав Маковський
- 1676 — Анджей Кухарський
- 1676—1678 — Войцех Ланцуцький
- 1678—1679 — Анджей Кухарський
- 1679 — Войцех Домбровський
- 1679—1681 — Войцех Папенковіц
- 1681 — Войцех Домбровський
- 1681—1682 — Шимон Станіслав Маковський
- 1682—1683 — Войцех Ланцуцький
- 1683—1684 — Якуб Балтазарович
- 1684—1686 — Францішек Пшеворський
- 1686—1687 — Самуель Форманкович
- 1687—1689 — Марцін Вінклер
- 1689—1690 — Ян Михальський
- 1690—1692 — Францішек Пшеворський
- 1692—1693 — Кшиштоф Совінський
- 1693—1695 — Себастіян Піскорський
- 1695—1696 — Марцін Вінклер
- 1696—1698 — Кшиштоф Совінський
- 1698—1699 — Себастіян Піскорський
- 1699—1701 — Мацей Псоєцький

### 1700—1777
- 1701—1702 — Пйотр Прачлевич
- 1702—1704 — Анджей Крупецький
- 1704—1706 — Пйотр Прачлевич
- 1706—1710 — Анджей Крупецький
- 1710—1711 — Пйотр Прачлевич
- 1711—1713 — Анджей Крупецький
- 1713—1714 — Марцін Венґжинович
- 1714—1716 — Марцін Ослінський
- 1716 — Анджей Крупецький
- 1716—1718 — Ґабріель Профецький
- 1718—1719 — Войцех Йодловський
- 1719—1721 — Базилі Плащевський
- 1721—1724 — Марцін Валешинський
- 1724—1725 — Ян Антоній Лухіні
- 1725—1727 — Марцін Куровський
- 1727—1728 — Ян Антоній Лухіні
- 1728—1729 — Станіслав Маркіович
- 1729—1731 — Марцін Валешинський
- 1731—1732 — Францішек Калевський
- 1732—1734 — Марцін Валешинський
- 1734—1735 — Мацей Зіенткевич
- 1735—1737 — Ян Антоній Лухіні
- 1737—1738 — Пйотр Александер Шимаковський
- 1738—1740 — Ян Антоній Лухіні
- 1740—1741 — Казімеж Палашовський
- 1741—1743 — Ян Антоній Лухіні
- 1743—1744 — Войцех Мицінський
- 1744—1746 — Казімеж Палашовський
- 1746—1747 — Ян Антоній Лухіні
- 1747—1749 — Станіслав Филипович
- 1749—1750 — Казімеж Палашовський
- 1750—1752 — Станіслав Филипович
- 1752—1753 — Войцех Мицінський
- 1753—1754 — Станіслав Мамчинський
- 1754—1756 — Станіслав Филипович
- 1756—1757 — Казімеж Палашовський
- 1757—1758 — Юзеф Ґжеґож Попйолек
- 1758—1759 — Станіслав Филипович
- 1759—1760 — Станіслав Мамчинський
- 1760—1762 — Казімеж Ярмундович
- 1762—1763 — Казімеж Стемпловський
- 1763—1765 — Войцех Бєґачевич
- 1765—1766 — Казімеж Стемпловський
- 1766—1768 — Якуб Марцішовський
- 1768—1769 — Казімеж Стемпловський
- 1769—1771 — Антоній Жолендзьовський
- 1771—1772 — Якуб Марцішовський
- 1772—1774 — Ян Риґальський
- 1774—1775 — Антоній Миколай Кжондовський
- 1775—1777 — Анджей Домінік Ліпевич

## Головна Коронна школа (1777—1795)
- 1777—1782 — Антоній Жолендзьовський[1]
- 1782—1786 — Гуго Коллонтай[2]
- 1786—1790 — Фелікс Орачевський[3]
- 1790—1797 — Юзеф Томаш Шабель[4]

## Головна Краківська школа (1795—1805)
- 1797—1805 — Станіслав Міноцький

У 1805—1809 роках навчальний заклад був об'єднаний із Львівським університетом і германізований.
- 1805 — Якуб Краус (як заступник)
- 1805—1806 — Ян Непомуцен Гоффманн (як заступник)
- 1806—1807 — Францішек Маркс
- 1807—1808 — Ян Морак (як заступник)
- 1808 — Антоній Шастер
- 1808—1809 — Франтішек Кодеш

Реполонізація після приєднання Кракова до Варшавського герцогства.
- 1809—1814 — Себастьян Сераковський
- 1814—1817 — Валентин Литвинський

## Ягеллонський університет

### 1817—1899
- 1817—1821 — Валентин Литвинський
- 1821—1823 — Себастіян Ґіртлер (як заступник)
- 1823—1826 — Юзеф Бонавентура Залуський[5]
- 1826—1831 — Себастіян Ґіртлер
- 1831—1833 — Алойзій Рафал Естрайхер
- 1833—1835 — Кароль Губе
- 1835—1837 — Юзеф Вінкентій Ланцуцький
- 1837—1839 — Антоній Матакевич
- 1839—1841 — Мацей Юзеф Бродович
- 1841—1843 — Ян Каєтан Троянський
- 1843—1845 — Леон Лаврисевич
- 1845—1847 — Адам Шимон Кжижановський
- 1847—1848 — Мацей Юзеф Бродович
- 1848—1851 — Юзеф Маєр
- 1851—1852 — Флоріан Савічевський
- 1852 — Кароль Теліґа
- 1853—1860 — Ректорів не обирали; університетом керував призначений урядом Пйотр Бартиновський.
- 1860—1861 — Пйотр Бартиновський
- 1861—1862 — Юзеф Дітль
- 1862—1863 — Іґнаци Рафал Червяковський
- 1863—1864 — Кароль Теліґа
- 1864—1865 — Антоній Вахгольц
- 1865 — Юліан Дунаєвський
- 1865—1866 — Юзеф Маєр
- 1866—1867 — Францішек Томаш Братранек
- 1867—1868 — Кароль Теліґа
- 1868—1869 — Юліан Дунаєвський
- 1869—1870 — Фридерик Скобель
- 1870—1871 — Юзеф Кремер
- 1871—1872 — Кароль Теліґа
- 1872—1873 — Едвард Фіеріх
- 1873—1874 — Ґустав Пйотровський
- 1874—1875 — Еміліан Чирнянський
- 1875—1877 — Фридерик Цоль
- 1877—1878 — Людвік Кароль Тайхманн
- 1878—1879 — Юзеф Шуйський
- 1879—1880 — Юліан Дунаєвський
- 1880—1881 — Маврици Мадурович
- 1881—1882 — Стефан Людвік Кучинський
- 1882—1883 — Йосиф Себастьян Пельчар
- 1883—1884 — Удальрик Гейзманн
- 1884—1885 — Луціан Ридель
- 1885—1886 — Юзеф Лепковський
- 1886—1887 — Станіслав Тарновський
- 1887—1888 — Станіслав Спіс
- 1888—1889 — Францішек Каспарек
- 1889—1890 — Едвард Корчинський
- 1890—1891 — Вінкентій Закжевський
- 1891—1892 — Владислав Хотковський
- 1892—1894 — Станіслав Мадейський
- 1894—1895 — Тадеуш Брович
- 1895—1896 — Станіслав Смолька
- 1896—1897 — Фелікс Кройц
- 1897—1898 — Владислав Кнапінський
- 1898—1899 — Юзеф Клечинський
- 1899—1900 — Станіслав Тарновський

### 1900—1999
- 1900—1901 — Мацей Якубовський
- 1901—1902 — Едвард Янчевський
- 1902—1903 — Тадеуш Громницький
- 1903—1904 — Едмунд Кжимуський
- 1904—1905 — Наполеон Цибульський
- 1905—1906 — Стефан Павлицький
- 1906—1907 — Казімеж Моравський
- 1907—1908 — Францішек Ґабриль
- 1908—1909 — Францішек Фіеріх
- 1909—1910 — Юзеф Лазарський
- 1910—1911 — Август Віктор Вітковський
- 1911—1912 — Владислав Шайноха
- 1912—1913 — Фридерик Цоль
- 1913—1916 — Казімеж Костанецький
- 1916—1917 — Владислав Шайноха
- 1917—1918 — Казімеж Жоравський
- 1918—1919 — Мацей Сенятицький
- 1919—1921 — Станіслав Естрайхер
- 1921—1922 — Юліан Новак
- 1922—1923 — Владислав Натансон
- 1923—1924 — Ян Лось
- 1924—1925 — Казімеж Ціммерманн
- 1925—1926 — Міхал Ростворовський
- 1926—1928 — Леон Мархлевський
- 1928—1929 — Юзеф Калленбах
- 1929—1930 — Генрик Фердинанд Гоєр
- 1930—1931 — Едмунд Заленський
- 1931—1932 — Константин Михальський
- 1932—1933 — Станіслав Кутшеба
- 1933—1936 — Станіслав Мазярський
- 1936—1938 — Владислав Шафер
- 1938—1939 — Тадеуш Лер-Сплавінський[6]
- 1942—1945 — Владислав Шафер[7]
- 1945—1946 — Тадеуш Лер-Сплавінський
- 1946—1948 — Францішек Вальтер
- 1948—1956 — Теодор Мархлевський
- 1956—1958 — Зиґмунт Ґродзінський
- 1958—1962 — Стефан Ґжибовський
- 1962—1964 — Казімеж Лєпши
- 1964—1972 — Мечислав Клімашевський
- 1972—1977 — Мечислав Карась
- 1977—1981 — Мечислав Гесс
- 1981—1987 — Юзеф Анджей Ґеровський
- 1987—1990 — Александер Кой
- 1990—1993 — Анджей Пельчар
- 1993—1999 — Александер Кой
- 1999—2002 — Францішек Зейка

### Від 2000
- 1999—2005 — Францішек Зейка
- 2005—2012 — Кароль Мусьол
- 2012—2020 — Войцех Новак
- 2020—2024 — Яцек Попєль
- від 2024 — Пйотр Єдинак